# Милош Луковић (фудбалер)
Милош Луковић (Београд, 18. новембар 2005) српски је фудбалер који тренутно наступа за Стразбур.

## Каријера
Луковић је фудбал почео да тренира са седам година и прошао је све млађе узрасте новобеоградског ИМТ-а. У Омладинској лиги Србије дебитовао је с 15 година и 4 дана, када је против екипе Радничког из Ниша постигао два поготка уз асистенцију. У сениорској конкуренцији дебитовао је неколико дана након напуњених шеснаест година старости када је одиграо читав сусрет с екипом Радничког из Сремске Митровице у оквиру 19. кола Прве лиге Србије за такмичарску 2021/22. Први погодак у том такмичењу постигао је из једанаестерца у победи над Кабелом, 3. марта 2022. До краја сезоне Луковић је постигао укупно три поготка у Првој лиги Србије, а био је стрелац и у реваншу баража за попуну Суперлиге, против Новог Пазара. Наредне сезоне је стандардно наступао у Првој лиги Србије. Постигао је 15 погодака, колико и Крста Ђорђевић с којим се нашао на првом месту листе стрелаца за такмичарску 2022/23. Екипа ИМТ-а је сезону окончала првим местом на табели и директним пласманом у највиши степен фудбалског такмичења у Србији.
Како је дотадашњи капитен, Стефан Стефановић, у уводним колима сезоне 2023/24. у игру улазио са клупе, Луковић је добио прилику да екипу ИМТ-а предводи на теренима Суперлиге Србије. Реализовао је једанаестерац против Спартака у Суботици у првом колу. После четири кола имао је учинак од исто толико погодака.
Дана 13. јануара 2024. представљен је као фудбалер Стразбура.

## Статистика

### Клупска
Ажурирано 13. јануара 2024.
| Клуб | Сезона   | Лига             | Лига | Лига | Национални куп | Национални куп | Европа | Европа | Остало | Остало | Укупно | Укупно |
| Клуб | Сезона   | Дивизија         |      | Гол  |                | Гол            |        | Гол    |        | Гол    |        | Гол    |
| ---- | -------- | ---------------- | ---- | ---- | -------------- | -------------- | ------ | ------ | ------ | ------ | ------ | ------ |
| ИМТ  | 2021/22. | Прва лига Србије | 11   | 3    | —              | —              | —      | —      | 2      | 1      | 13     | 4      |
| ИМТ  | 2022/23. | Прва лига Србије | 35   | 15   | 2              | 1              | —      | —      | —      | —      | 37     | 16     |
| ИМТ  | 2023/24. | Суперлига Србије | 37   | 17   | 1              | 1              | —      | —      | —      | —      | 38     | 18     |
| ИМТ  | Укупно   | Укупно           | 83   | 35   | 3              | 2              | —      | —      | 2      | 1      | 88     | 38     |

### Утакмице у дресу репрезентације
| Репрезентација Србије у узрасту до 15 година старости | Репрезентација Србије у узрасту до 15 година старости | Репрезентација Србије у узрасту до 15 година старости | Репрезентација Србије у узрасту до 15 година старости | Репрезентација Србије у узрасту до 15 година старости | Репрезентација Србије у узрасту до 15 година старости | Репрезентација Србије у узрасту до 15 година старости | Репрезентација Србије у узрасту до 15 година старости | Репрезентација Србије у узрасту до 15 година старости | Репрезентација Србије у узрасту до 15 година старости |
| #                                                     | Датум                                                 | Такмичење                                             | Локација                                              | Домаћин                                               | Резултат                                              | Гост                                                  | Гол                                                   | Реф.                                                  |                                                       |
| ----------------------------------------------------- | ----------------------------------------------------- | ----------------------------------------------------- | ----------------------------------------------------- | ----------------------------------------------------- | ----------------------------------------------------- | ----------------------------------------------------- | ----------------------------------------------------- | ----------------------------------------------------- | ----------------------------------------------------- |
| 1.                                                    | 31. октобар 2019.                                     | Развојни турнир УЕФА                                  | Кућа фудбала, Стара Пазова                            | Србија                                                | 1 : 0                                                 | Црна Гора                                             |                                                       | [ 19 ]                                                |                                                       |
| 2.                                                    | 2. новембар 2019.                                     | Развојни турнир УЕФА                                  | Кућа фудбала, Стара Пазова                            | Србија                                                | 0 : 1                                                 | Израел                                                |                                                       | [ 20 ]                                                |                                                       |
| 2                                                     | Укупан број утакмица и постигнутих погодака           | Укупан број утакмица и постигнутих погодака           | Укупан број утакмица и постигнутих погодака           | Укупан број утакмица и постигнутих погодака           | Укупан број утакмица и постигнутих погодака           | Укупан број утакмица и постигнутих погодака           |                                                       |                                                       |                                                       |

| Репрезентација Србије у узрасту до 16 година старости | Репрезентација Србије у узрасту до 16 година старости | Репрезентација Србије у узрасту до 16 година старости | Репрезентација Србије у узрасту до 16 година старости | Репрезентација Србије у узрасту до 16 година старости | Репрезентација Србије у узрасту до 16 година старости | Репрезентација Србије у узрасту до 16 година старости | Репрезентација Србије у узрасту до 16 година старости | Репрезентација Србије у узрасту до 16 година старости | Репрезентација Србије у узрасту до 16 година старости |
| #                                                     | Датум                                                 | Такмичење                                             | Локација                                              | Домаћин                                               | Резултат                                              | Гост                                                  | Гол                                                   | Реф.                                                  |                                                       |
| ----------------------------------------------------- | ----------------------------------------------------- | ----------------------------------------------------- | ----------------------------------------------------- | ----------------------------------------------------- | ----------------------------------------------------- | ----------------------------------------------------- | ----------------------------------------------------- | ----------------------------------------------------- | ----------------------------------------------------- |
| 1.                                                    | 17. март 2021.                                        | Пријатељска утакмица                                  | Кућа фудбала, Стара Пазова                            | Србија                                                | 3 : 0                                                 | Румунија                                              |                                                       | [ 21 ]                                                |                                                       |
| 1                                                     | Укупан број утакмица и постигнутих погодака           | Укупан број утакмица и постигнутих погодака           | Укупан број утакмица и постигнутих погодака           | Укупан број утакмица и постигнутих погодака           | Укупан број утакмица и постигнутих погодака           | Укупан број утакмица и постигнутих погодака           | 0                                                     |                                                       |                                                       |

| Репрезентација Србије у узрасту до 17 година старости | Репрезентација Србије у узрасту до 17 година старости | Репрезентација Србије у узрасту до 17 година старости | Репрезентација Србије у узрасту до 17 година старости | Репрезентација Србије у узрасту до 17 година старости | Репрезентација Србије у узрасту до 17 година старости | Репрезентација Србије у узрасту до 17 година старости | Репрезентација Србије у узрасту до 17 година старости | Репрезентација Србије у узрасту до 17 година старости | Репрезентација Србије у узрасту до 17 година старости |
| #                                                     | Датум                                                 | Такмичење                                             | Локација                                              | Домаћин                                               | Резултат                                              | Гост                                                  | Гол                                                   | Реф.                                                  |                                                       |
| ----------------------------------------------------- | ----------------------------------------------------- | ----------------------------------------------------- | ----------------------------------------------------- | ----------------------------------------------------- | ----------------------------------------------------- | ----------------------------------------------------- | ----------------------------------------------------- | ----------------------------------------------------- | ----------------------------------------------------- |
| 1.                                                    | 14. септембар 2021.                                   | Пријатељска утакмица                                  | ТЦФФСМ, Скопље                                        | Србија                                                | 1 : 1                                                 | Кипар                                                 |                                                       | [ 22 ]                                                |                                                       |
| 2.                                                    | 16. септембар 2021.                                   | Пријатељска утакмица                                  | ТЦФФСМ, Скопље                                        | Северна Македонија                                    | 0 : 5                                                 | Србија                                                |                                                       | [ 23 ]                                                |                                                       |
| 2                                                     | Укупан број утакмица и постигнутих погодака           | Укупан број утакмица и постигнутих погодака           | Укупан број утакмица и постигнутих погодака           | Укупан број утакмица и постигнутих погодака           | Укупан број утакмица и постигнутих погодака           | Укупан број утакмица и постигнутих погодака           | 0                                                     |                                                       |                                                       |

| Репрезентација Србије у узрасту до 19 година старости | Репрезентација Србије у узрасту до 19 година старости | Репрезентација Србије у узрасту до 19 година старости | Репрезентација Србије у узрасту до 19 година старости | Репрезентација Србије у узрасту до 19 година старости | Репрезентација Србије у узрасту до 19 година старости | Репрезентација Србије у узрасту до 19 година старости | Репрезентација Србије у узрасту до 19 година старости | Репрезентација Србије у узрасту до 19 година старости | Репрезентација Србије у узрасту до 19 година старости |
| #                                                     | Датум                                                 | Такмичење                                             | Локација                                              | Домаћин                                               | Резултат                                              | Гост                                                  | Гол                                                   | Реф.                                                  |                                                       |
| ----------------------------------------------------- | ----------------------------------------------------- | ----------------------------------------------------- | ----------------------------------------------------- | ----------------------------------------------------- | ----------------------------------------------------- | ----------------------------------------------------- | ----------------------------------------------------- | ----------------------------------------------------- | ----------------------------------------------------- |
| 1.                                                    | 24. септембар 2022.                                   | Меморијални турнир „Стеван Вилотић Ћеле”              | Стадион Милан Средановић, Кула                        | Србија                                                | 0 : 3                                                 | Португалија                                           |                                                       | [ 24 ]                                                |                                                       |
| 2.                                                    | 26. септембар 2022.                                   | Меморијални турнир „Стеван Вилотић Ћеле”              | Градски стадион, Суботица                             | Србија                                                | 3 : 1                                                 | Француска                                             |                                                       | [ 25 ]                                                |                                                       |
| 2                                                     | Укупан број утакмица и постигнутих погодака           | Укупан број утакмица и постигнутих погодака           | Укупан број утакмица и постигнутих погодака           | Укупан број утакмица и постигнутих погодака           | Укупан број утакмица и постигнутих погодака           | Укупан број утакмица и постигнутих погодака           |                                                       |                                                       |                                                       |

| Репрезентација Србије у узрасту до 21 године старости | Репрезентација Србије у узрасту до 21 године старости                    | Репрезентација Србије у узрасту до 21 године старости                    | Репрезентација Србије у узрасту до 21 године старости                    | Репрезентација Србије у узрасту до 21 године старости                    | Репрезентација Србије у узрасту до 21 године старости                    | Репрезентација Србије у узрасту до 21 године старости                    | Репрезентација Србије у узрасту до 21 године старости | Репрезентација Србије у узрасту до 21 године старости | Репрезентација Србије у узрасту до 21 године старости |
| #                                                     | Датум                                                                    | Такмичење                                                                | Локација                                                                 | Домаћин                                                                  | Резултат                                                                 | Гост                                                                     | Мин.                                                  | Гол                                                   | Реф.                                                  |
| ----------------------------------------------------- | ------------------------------------------------------------------------ | ------------------------------------------------------------------------ | ------------------------------------------------------------------------ | ------------------------------------------------------------------------ | ------------------------------------------------------------------------ | ------------------------------------------------------------------------ | ----------------------------------------------------- | ----------------------------------------------------- | ----------------------------------------------------- |
| 1.                                                    | 12. септембар 2023.                                                      | Квалификације за Европско првенство                                      | Кућа фудбала, Стара Пазова                                               | Србија                                                                   | 2 : 0                                                                    | Азербејџан                                                               |                                                       | [ 26 ]                                                |                                                       |
| 1                                                     | Укупан број утакмица, постигнутих погодака и минута проведених на терену | Укупан број утакмица, постигнутих погодака и минута проведених на терену | Укупан број утакмица, постигнутих погодака и минута проведених на терену | Укупан број утакмица, постигнутих погодака и минута проведених на терену | Укупан број утакмица, постигнутих погодака и минута проведених на терену | Укупан број утакмица, постигнутих погодака и минута проведених на терену |                                                       |                                                       |                                                       |

## Трофеји и награде

### Екипно
ИМТ
- Прва лига Србије : 2022/23.[27]

### Појединачно
- Најбољи стрелац Прве лиге Србије за сезону 2022/23.[28]

## Приватно
Милошев старији брат је Лука Луковић, такође фудбалер.